# 百穴温泉
百穴温泉（ひゃっけつおんせん）は、かつて埼玉県比企郡吉見町（旧国武蔵国）に存在した温泉である。

## 泉質
- メタホウ酸含有量により、温泉法の規定を満たした温泉。
  - 源泉温度9℃

## 温泉地
日帰り入浴施設兼宿泊施設である「百穴温泉春奈」が存在する。混浴の浴場が有名である。施設には男女別の内湯、女性専用の露天風呂と混浴の半露天風呂が存在する。
日帰り入浴施設は、混浴半露天風呂、女性用内湯、女性用露天風呂、休憩室、宿泊施設などを備える。

## 歴史
- 1968年（昭和43年）開業。
- 2014年（平成26年）1月より休業のまま閉業。

## アクセス
- 鉄道
  - 東松山駅（東武東上本線）から川越観光バス「東松02系統：免許センター」ゆき5分、または鴻巣駅（高崎線）から「東松02系統：東松山駅」ゆき15分で「百穴入口」バス停から徒歩5分。
  - または東松山駅よりタクシーで約5分
- 車
  - 関越自動車道 東松山ICから鴻巣免許センター方面へ約15分